# Francesco Gessi
Francesco Gessi (ur. 20 stycznia w 1588 w Bolonii, zm. 15 września 1649 tamże) – włoski malarz barokowy, aktywny głównie w Bolonii.
Urodził się w Bolonii w 1588 w zamożnej rodzinie. Jego pierwszym nauczycielem malarstwa był Denis Calvaert, a następnie Guido Reni. Pracując w warsztacie Reniego, otrzymał zlecenia na freski w Rawennie, Mantui, a także w kaplicy (Capella del Tesoro) w katedrze w Neapolu. Rzekomo Guido Reni odrzucił zamówienie z Neapolu pod wpływem gróźb Belisaria Corenzia i innych artystów z Neapolu. Gessi podjął tę pracę, ale zrezygnował po tym, jak dwóch jego uczniów: Lorenzo Menini i Giovanni Battista Ruggieri, zniknęło.
Po powrocie do Bolonii obrócił się przeciwko dawnemu nauczycielowi Reniemu, próbując zdyskredytować jego osiągnięcia. Otworzył własną pracownię, gdzie współpracował z Giovannim Giacomo Sementi. Do jego uczniów należeli: bracia Giovanni Battista Ruggieri i Ercolino Ruggiero, a także Giacomo Castellini, Francesco Correggio i Giulio Trogli.